# 2 Pułk Strzelców Polskich (WP na Wschodzie)
2 Pułk Strzelców Polskich (2 psp) – oddział piechoty Wojska Polskiego na Wschodzie.

## Formowanie i zmiany organizacyjne
Pułk został sformowana w lutym 1917 roku w Boryspolu w składzie Dywizji Strzelców Polskich. W swej strukturze posiadała trzy bataliony piechoty. Od jesieni 1917 wszedł w skład 1 Dywizji Strzelców Polskich I Korpusu. Na dzień 14.12.1917 liczył 1040 żołnierzy frontowych. W okresie reorganizacji wojsk i koncentracji, w dniu 1 kwietnia 1918 stacjonował w Mohylewie.

## Obsada personalna pułku
- dowódca pułku – płk Wysocki[4]
- dowódca III batalionu – por. Henryk Borowik[5]